# Route nationale 690
Pour les articles homonymes, voir Route 690.
La route nationale 690 ou RN 690 était une route nationale française reliant Châteauroux à Aubusson.
À la suite de la réforme de 1972, elle a été déclassée en RD 990.

## Ancien tracé de Châteauroux à Aubusson (D 990)
- Châteauroux[1]
- Le Poinçonnet[1]
- Buxières-d'Aillac
- Cluis
- Aigurande[2]
- La Forêt-du-Temple
- Moutier-Malcard
- Genouillac
- Châtelus-Malvaleix
- Ladapeyre
- Jarnages
- Cressat
- Chénérailles
- Aubusson[3]

Route départementale 990.
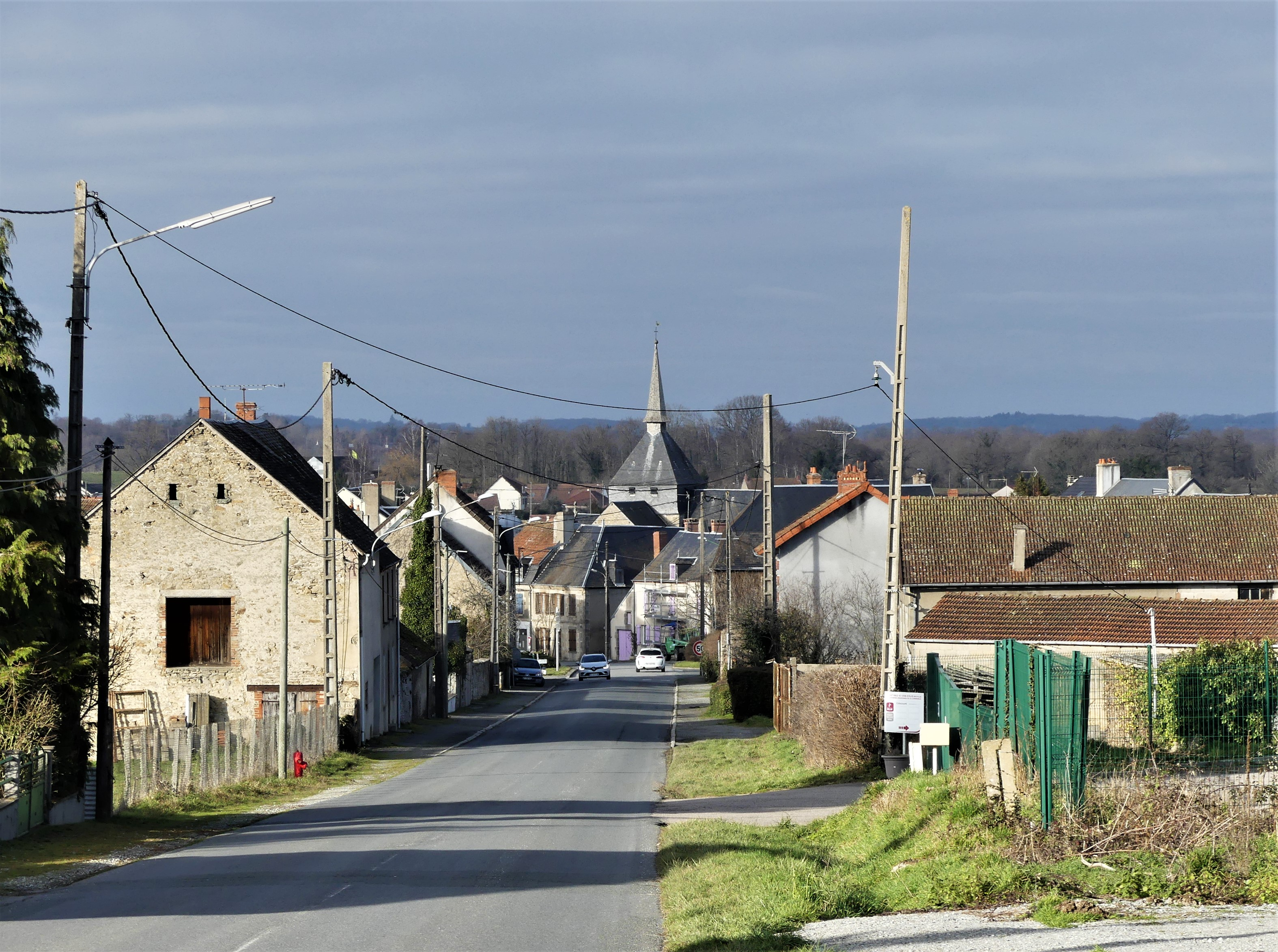
L'entrée au sud-est du bourg de Jarnages.
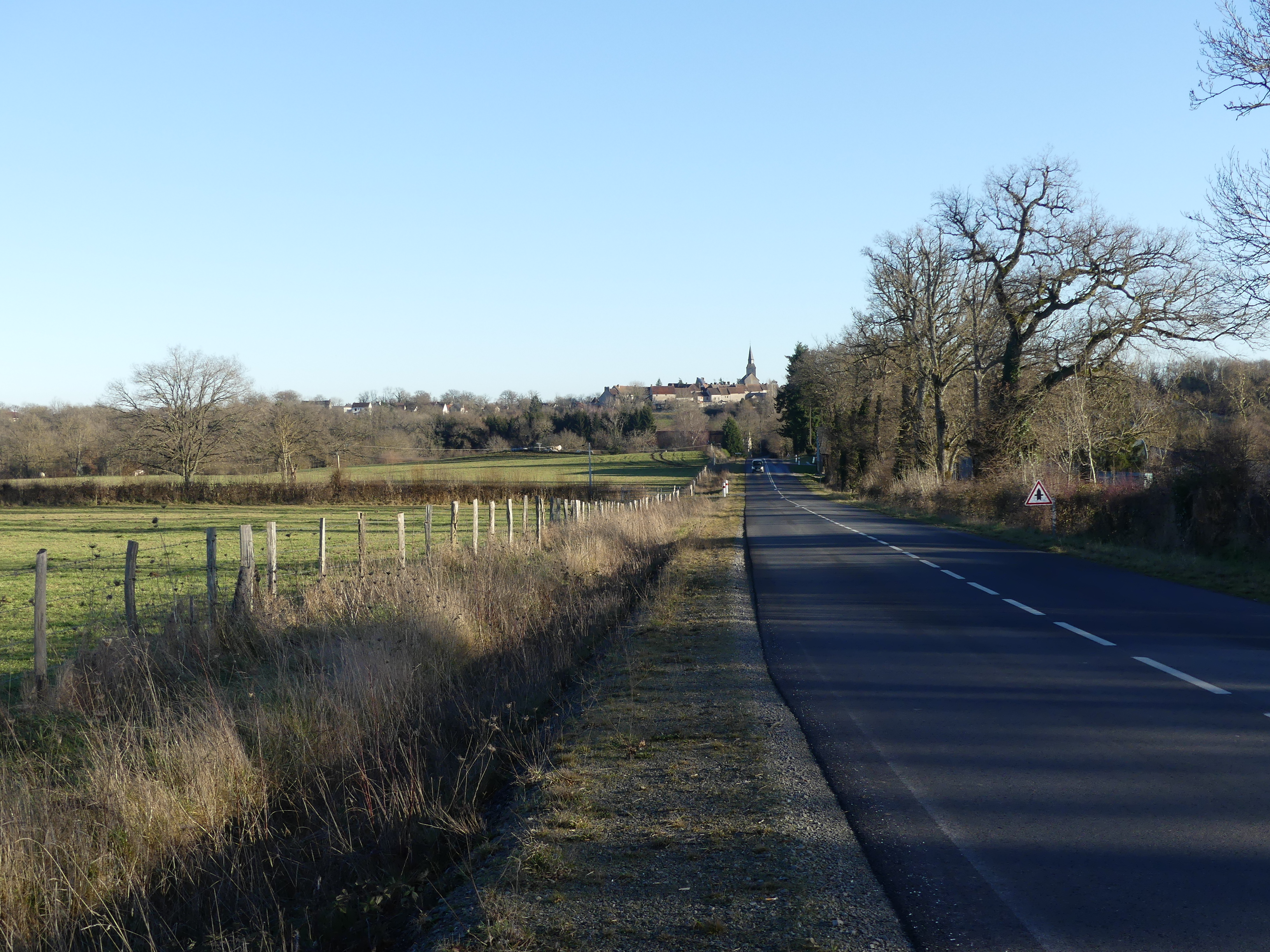
Vue sur le bourg de Chénérailles.
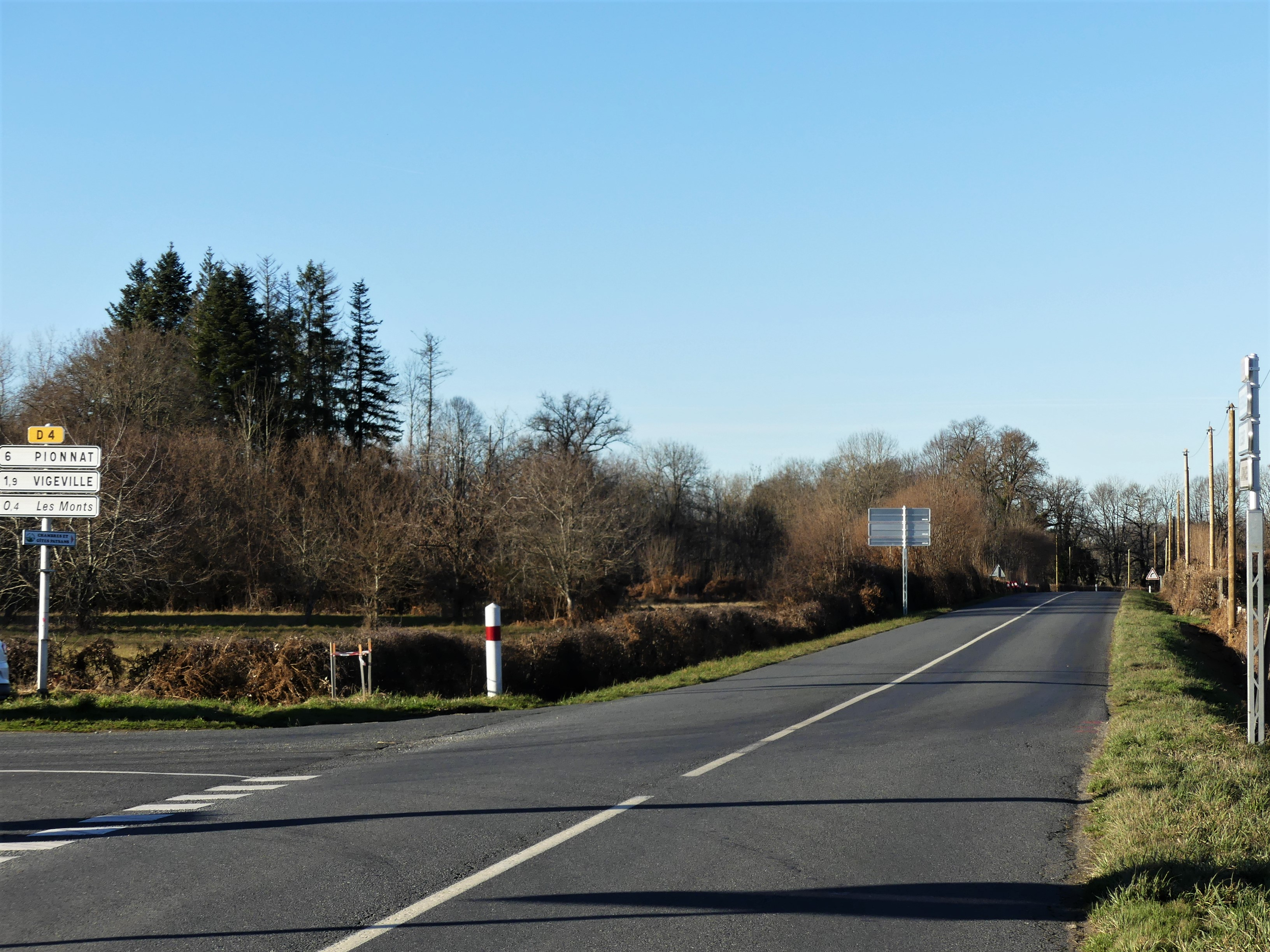
À Vigeville, au niveau du carrefour avec les RD 4 et 13.
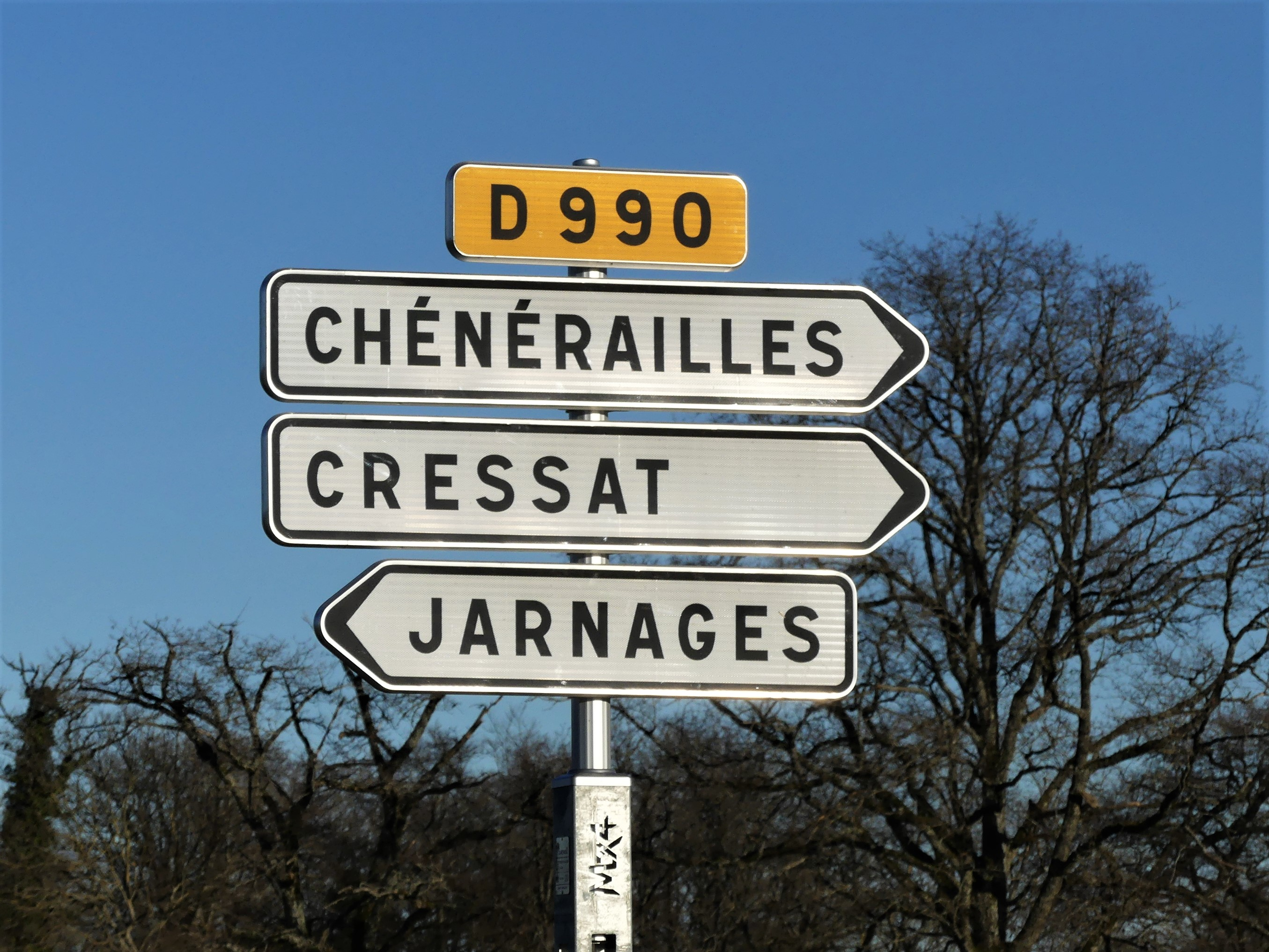
Panneaux directionnels au niveau du carrefour avec les RD 4 et 13